# آرم کورتکس-ای۹

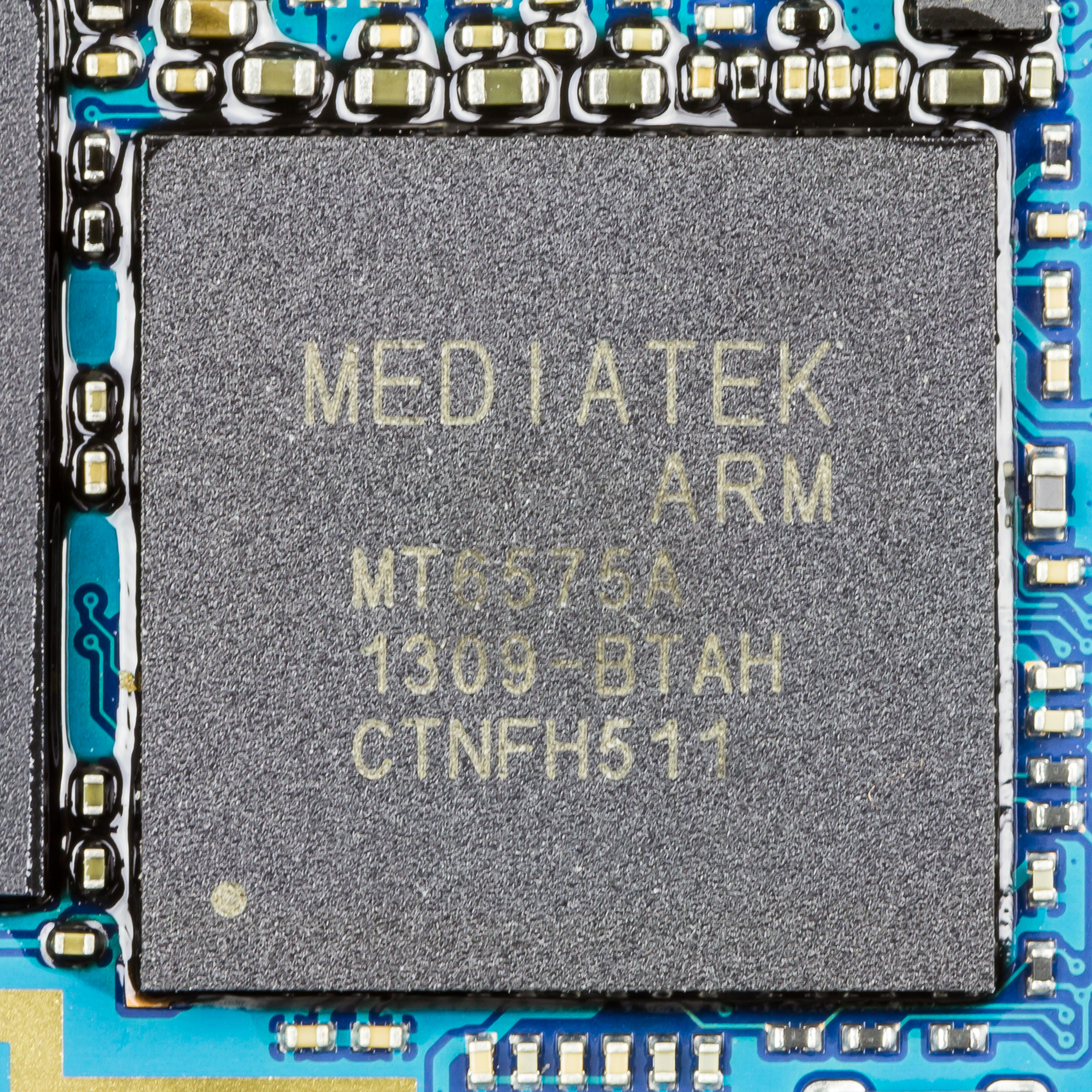
پردازشگر آرم کورتکس-ای9

آرم کورتکس-ای۹ (به انگلیسی: ARM Cortex-A9) پردازشگر طراحی شده توسط شرکت بریتانیایی آرم هولدینگز بر پایه معماری آرم است که برای استفاده در تلفن‌های هوشمند و لوح‌های رایانه‌ای (تبلت‌ها) است. این پردازنده در چیپ‌ست‌های A5 و A5X شرکت اپل، اگزینوس سری ۴ شرکت سامسونگ، تگرا ۲ و تگرا ۳ شرکت انویدیا و همچنین سری ۴ پردازشگرهای اوماپ شرکت تگزاس اینسترومنتس استفاده شده‌است. کورتکس ای۹ تا ۲۵ درصد از کورتکس-ای۸ و تا ۳۲ درصد از کورتکس-ای۷ قوی‌تر است.